# 中国体育报
《中国体育报》是中华人民共和国唯一以体育新闻报道为主的日报，由中国体育报业总社主办、国家体育总局主管，创刊于1958年。